# Alpen-Hornkraut
Das Alpen-Hornkraut (Cerastium alpinum) ist eine Pflanzenart aus der Gattung der Hornkräuter (Cerastium) innerhalb der Familie der Nelkengewächse (Caryophyllaceae).

## Beschreibung

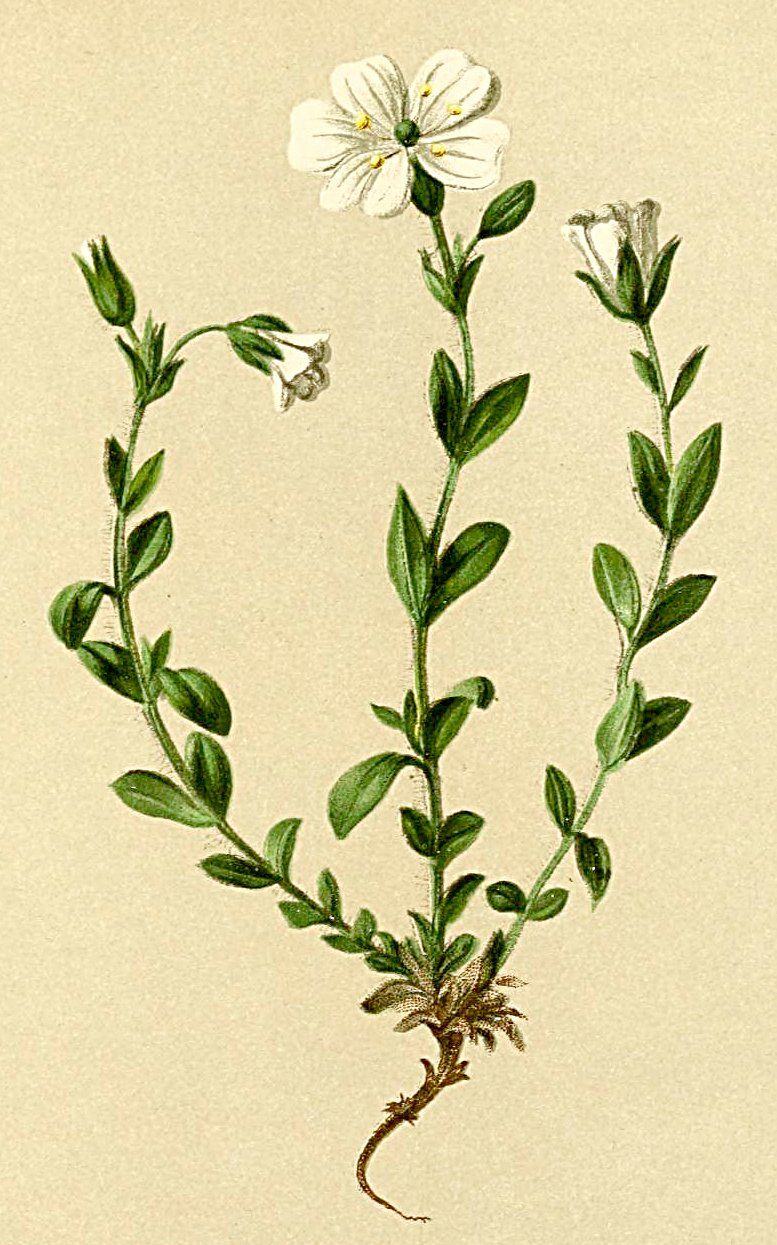
Illustration aus Atlas der Alpenflora, 1882

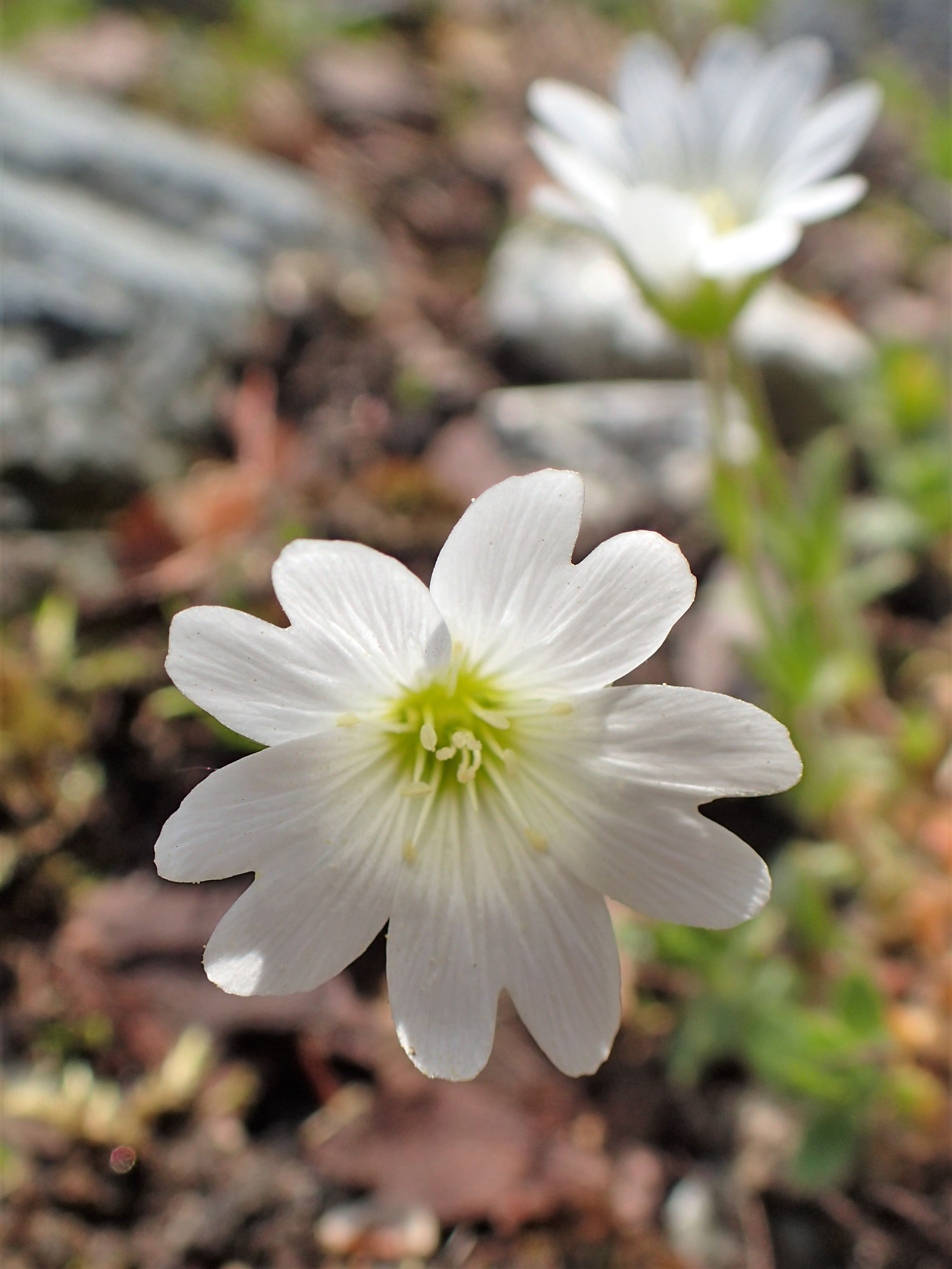
Blüte

### Vegetative Merkmale
Das Alpen-Hornkraut ist eine ausdauernde krautige Pflanze und erreicht Wuchshöhen von 6 bis 20 Zentimetern. Sie wächst mit einem Rhizom lockerrasig mit nicht blühenden, bis zu 6 Zentimeter hohen rosettenähnlichen Trieben. Die oberirdischen Pflanzenteile besitzen viele 1 bis 1,5 Millimeter lange Trichome und vereinzelte Drüsenhaare; seltener sind sie kahl (Indument). Der niederliegende bis aufsteigende Stängel ist mit weißen Trichomen wollig behaart oder sehr selten fast kahl.
Die sitzenden Laubblätter sind gegenständig am Stängel angeordnet. Die Blattspreite ist bei einer Länge von meist 10 bis 18 Millimetern sowie einer Breite von meist 5 bis 7 Millimetern  1,5- bis viermal so lang wie breit und verkehrt-eiförmig, eiförmig, elliptisch, elliptisch-verkehrt-lanzettlich bis lanzettlich mit stumpfem oberen Ende.

### Generative Merkmale
Die Blütezeit reicht von Juli bis September. Der offene, zymöse Blütenstand enthält nur ein oder meist zwei bis vier Blüten. Das Tragblatt ist lanzettlich mit spitzem oberen Ende, schmalen Rand und drüsig-behaart. Der anfangs gerade, oft an seiner Basis abgewinkelt und an seinem oberen Ende gekrümmt werdende Blütenstiel ist schlank, 4 bis 30 Millimeter lang und verlängert sich bis auf das drei- bis vierfache der Länge der Kelchblätter.
Die zwittrigen Blüten sind radiärsymmetrisch und fünfzählig mit doppelter Blütenhülle. Die fünf grünen und oft violett getönten Kelchblätter sind bei einer Länge von 7,5 bis 10 Millimetern elliptisch-lanzettlich mit spitzem bis stumpfem oberen Ende und dicht mit langen Haaren und kurzen Drüsenhaaren behaart. Die fünf Kronblätter sind ausgerandet und mit einer Länge von 14 bis 18 Millimetern bis zu doppelt so lang wie die meist Kelchblätter. Es sind zehn Staubblätter vorhanden. Es sind fünf Griffel vorhanden.
Die Kapselfrucht ist bei einer Länge von 12 bis 16 Millimetern etwa solang bis zu doppelt so lang wie die Kelchblätter und zylindrisch sowie etwas gekrümmt und öffnet sich mit zehn geraden Zähnen. Die dunkel-braunen Samen weisen einen Durchmesser von 1 bis 1,4 Millimetern auf. Die überaus warzig Samenschale (Testa) ist nicht aufgeblasen.

### Chromosomensatz
Die Chromosomenzahl beträgt 2n = 72, seltener 36, 90, 104+2 oder 108.

## Ökologie
Das Alpen-Hornkraut überwintert an schneefren Windecken. Sie wurde auch als Wintersteher und Schneeläufer beobachtet.

## Vorkommen
Das Alpen-Hornkraut ist von Europa über Island und Grönland bis Kanada verbreitet. Es hat in Europa Vorkommen in fast allen Ländern und fehlt nur in Portugal, Irland, Belgien, den Niederlanden, Dänemark, Tschechien, Slowenien, Kroatien, Ungarn, Bosnien-Herzegowina, Griechenland, Moldau, Belarus, Litauen, Lettland und in der Türkei. In den Westalpen ist es selten und fehlt gebietsweise. Sonst ist es in Mitteleuropa sehr selten, aber an seinen Standorten meist auffällig.
Das Alpen-Hornkraut gedeiht meist in Höhenlagen von 1800 bis 2500 Metern. In den Allgäuer Alpen steigt es am Gipfel des Hochrappenkopfs in Bayern bis in eine Höhenlage von 2420 Metern auf. In der Schweiz erreicht sie in der Bernina 3266 Meter.
Das Alpen-Hornkraut gedeiht am besten auf humosen, trockenen, kalkarmen Böden. Es gedeiht auch noch in Felsspalten, auf windgefegten Graten sowie in steinigen, trockenen Rasen und Matten. Es ist eine Charakterart des Elynetum aus dem Verband Elynion.
Die ökologischen Zeigerwerte nach Landolt et al. 2010 sind in der Schweiz: Feuchtezahl F = 2 (mäßig trocken), Lichtzahl L = 5 (sehr hell), Reaktionszahl R = 3 (schwach sauer bis neutral), Temperaturzahl T = 1+ (unter-alpin, supra-subalpin und ober-subalpin), Nährstoffzahl N = 2 (nährstoffarm), Kontinentalitätszahl K = 3 (subozeanisch bis subkontinental).

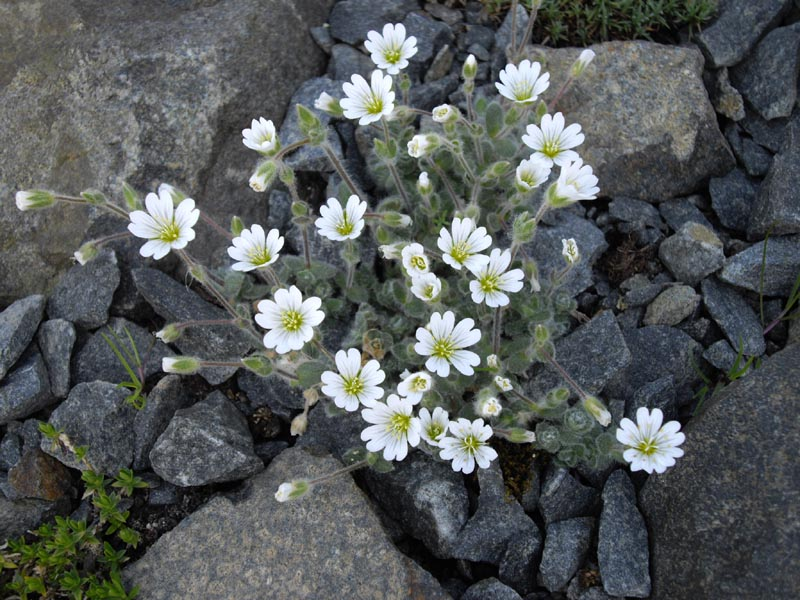
Cerastium alpinum subsp. lanatum

## Systematik
Die Erstveröffentlichung von Cerastium alpinum erfolgte 1753 durch Carl von Linné in Species Plantarum, Tomus I, Seite 438–439. Das Artepitheton alpinum bedeutet „aus den Alpen“. Es gibt die beiden Homonyme Cerastium alpinum All. sowie Cerastium alpinum Bunge. Synonyme für Cerastium alpinum L. sind: Cerastium atratum Lapeyr., Cerastium glaberrimum Lapeyr., Cerastium glabratum Hartm., Cerastium alpinum subsp. glabratum (Hartm.) Á.Löve & D.Löve, Cerastium alpinum subsp. squalidum (Ramond) Hultén, Cerastium alpinum subsp. babiagorense Zapał., Cerastium alpinum var. aquaticum Boiss., Cerastium alpinum subsp. aquaticum (Boiss.) Mart. Parras & Molero Mesa.

### Botanische Geschichte
Die Art Cerastium alpinum gehört zu einer Gruppe näher verwandter und manchmal schwierig zu trennender Arten. Dazu gehören Cerastium aleuticum, Cerastium alpinum, Cerastium arcticum, Cerastium beeringianum, Cerastium bialynickii, Cerastium fischerianum, Cerastium glabratum, Cerastium regelii und Cerastium terrae-novae. Cerastium alpinum unterscheidet sich von allen anderen dieser Arten durch seine Behaarung bestehend aus langen, silbrigen, durchscheinenden, mehrzelligen und gebogenen Haaren.
In unterschiedlichen Zeiten wird diese Verwandtschaftsgruppe sehr kontrovers diskutiert. Bei manche Autoren gibt es etwa drei Unterarten. Andere Autoren des letzten Jahrhunderts waren der Meinung, sie sollten besser als Varietäten eingestuft werden.
Je nach Autor gibt es Unterarten oder Varietäten:
- Cerastium alpinum L. subsp. alpinum: Sie kommt in Nordeuropa, in Grönland und in Kanada vor. Die Chromosomenzahl beträgt 2n = 72 oder 108.[2]
- Cerastium alpinum subsp. lanatum (Lam.) Ces. (Syn.: Cerastium alpinum var. lanatum (Lam.) Hegetschw.): Sie kommt in Europa, in Grönland und in Kanada vor. Die Chromosomenzahl beträgt 2n = 72, 104+2 oder 108.[2] Sie ist in Deutschland extrem selten.[11]
- Cerastium alpinum subsp. squalidum (Ramond) Hultén (Syn.: Cerastium alpinum var. squalidum (Ramond) Rico ex Muñoz Garm. & Pedrol): Sie kommt in den Pyrenäen vor.[10]

Nach G.Parolly in Schmeil-Fitschen (2024) trennt man den Komplex in Mitteleuropa besser in eine diploide Sippe (Cerastium eriophorum Kit.) und eine tetraploide Sippe (Cerastium alpinum L.)